# Caleta caleta
Caleta caleta är en fjärilsart som beskrevs av William Chapman Hewitson 1876. Caleta caleta ingår i släktet Caleta och familjen juvelvingar. IUCN kategoriserar arten globalt som livskraftig. Inga underarter finns listade i Catalogue of Life.

## Bildgalleri

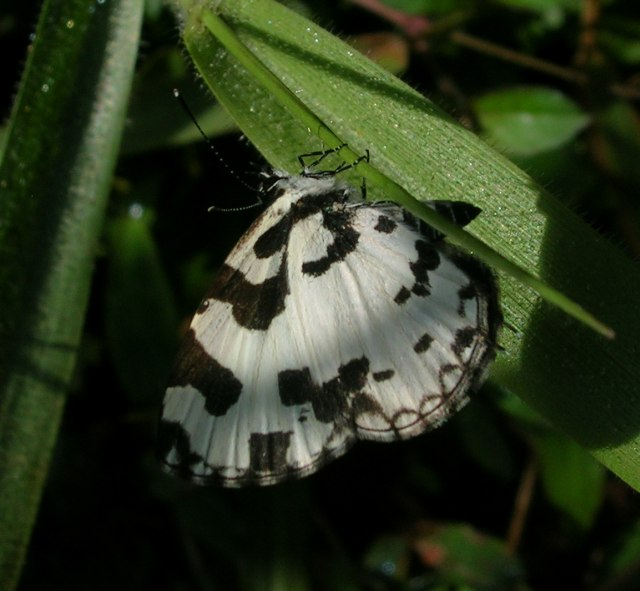
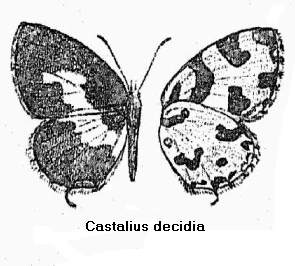
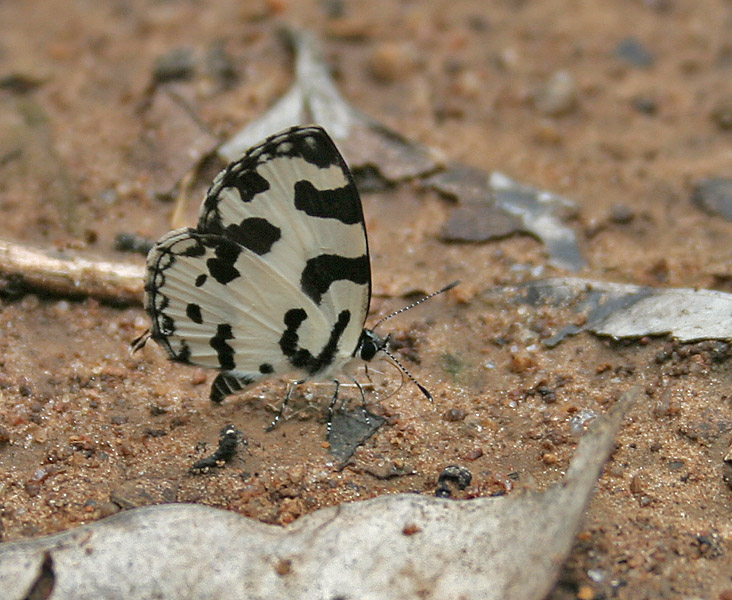
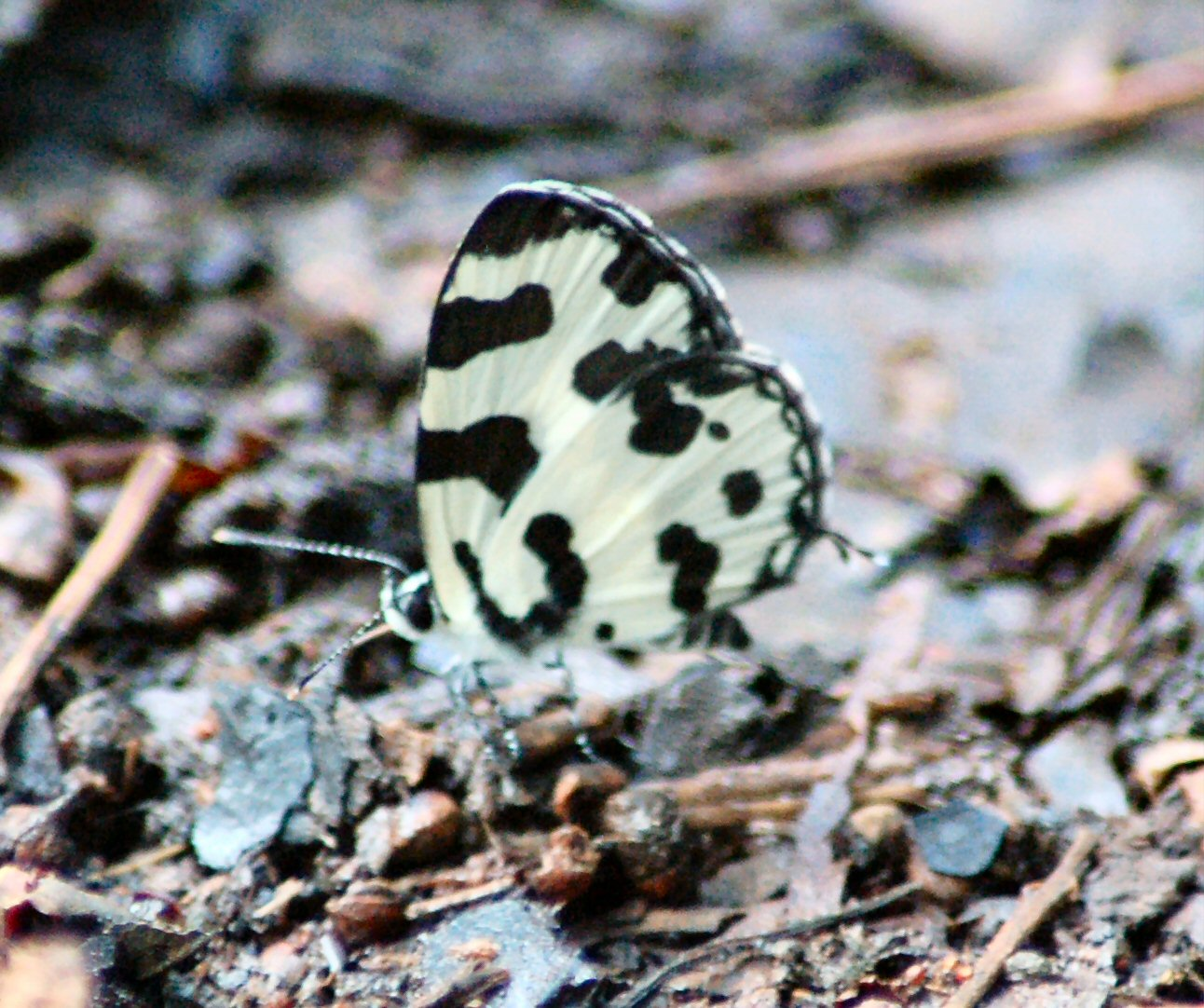
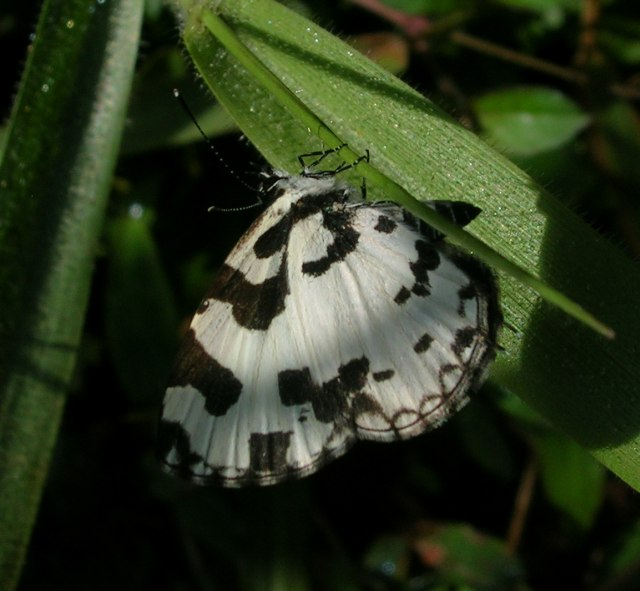